# Pietropawłowka (rejon miedwieński)
Pietropawłowka (ros. Петропавловка) – wieś (sieło) w Rosji, w obwodzie kurskim, w rejonie miedwieńskim. W 2010 liczyła 22 mieszkańców.